# Arctostaphylos montereyensis
Arctostaphylos montereyensis är en ljungväxtart som beskrevs av Robert Francis Hoover. Arctostaphylos montereyensis ingår i släktet mjölonsläktet, och familjen ljungväxter. Inga underarter finns listade i Catalogue of Life.